# 韋爾托基伊夫卡
50°7′10″N 28°42′11″E / 50.11944°N 28.70306°E
韋爾托基伊夫卡（烏克蘭語：Вертокиївка），是烏克蘭北部的村莊，隸屬日托米爾州的日托米爾區。該村面積1.45平方公里，海拔高度222米，2001年人口756，人口密度每平方公里521.38人。